# دهستان گچی
گچی، دهستانی است از توابع بخش ملکشاهی شهرستان ملکشاهی در استان ایلام ایران.

## روستاها و شهرها
روستاها: اما، انجیر، مزرعه زمیه، چشمه باریک، سیابدرویش، کلک نقی، سراب کلک، وری کلک
شهر: مهر

## جمعیت
براساس سرشماری سال ۱۳۸۵ جمعیت آن ۱۳٬۰۶۷ نفر (۲٬۱۵۴ خانوار) بوده‌است.